# اعتراضات ۱۴۰۳ بازنشستگان ایران
اعتراضات ۱۴۰۳ بازنشستگان ایران شامل اعتراضات بازنشستگان از گروه‌های مختلف جامعه شامل: بازنشستگان مخابرات، تأمین اجتماعی، صنایع فولاد، معلمان... در ایران است. بازنشستگان ایران در اعتراض به گرانی، تورم و کوچک شدن سبد معیشی و رفتن آنها به زیر خط فقر، برای رسیدگی به وضعیت معیشتی، رفع تبعیض و مقابله با تورم و ستم موجود، در شهرها و استان‌های مختلف ایران مانند: اهواز، هفت‌تپه، شوش، دزفول، اراک، همدان، تهران، اصفهان، کرمانشاه، اردبیل، کردستان، آذربایجان شرقی، آذربایجان غربی، قائم شهر، رشت، خرم‌آباد، سنندج، شیراز، مریوان، ارومیه و بندرعباس... با تجمع‌های اعتراضی یا تظاهرات خیابانی، خواستار رسیدگی به مطالبات خود شدند.

## اعتراضات

#### ۵ فروردین
بنابر گزارش اتحادیه آزاد کارگران ایران، جمعی از بازنشستگان تأمین اجتماعی در اهواز در برابر ساختمان سازمان تأمین اجتماعی استان خوزستان تجمع اعتراضی برپا کردند. بازنشستگان با دادن شعارهای اعتراضی، خواستار رسیدگی به وضعیت نابسامان معیشتی و سایر درخواست‌های خود بودند.

#### ۱۹ فروردین
- گروهی از بازنشستگان تأمین اجتماعی و کارگران بازنشسته در شهرهای اهواز، کرمانشاه، شوش، دزفول، اراک با برگزاری تجمع‌های اعتراضی خواستار رسیدگی به درخواست‌های خود شدند.[۶] آنها با دادن شعارهای اعتراضی خواهان افزایش مستمری‌ها بر اساس الزامات ماده ۹۶ قانون تأمین اجتماعی بودند.[۷] در اراک بازنشستگان معترض با شعارهای «ننگ ما، صدا و سیمای ما»، «وعده وعید کافیه، سفره ما خالیه» به بی‌عملی مسئولان در مقابل وضعیت معیشتی خود و همچنین نسبت به سکوت رسانه حکومتی صدا و سیما نیز اعتراض کردند.[۶] در کرمانشاه، معترضان شعارهایی مانند «زندانی سیاسی، آزاد باید گردد»، «معلم زندانی، آزاد باید گردد»، «کانون بی‌خاصیت، انحلال انحلال»، «کارگر زندانی، آزاد باید گردد»، و «کشوری، فولادی، تأمینی، اتحاد اتحاد» سر دادند.[۶]
- جمعی از بازنشستگان صنایع فولاد در تهران، اهواز و اصفهان با برگزاری تجمع‌های اعتراضی در برابر ساختمان‌های صندوق بازنشستگی فولاد در این شهرها خواهان رسیدگی به درخواست‌های خود شدند. آنها خواستار دریافت مطالبات معوقه، اجرای طرح تکمیلی همسان‌سازی، تضمین اجرای تعهدات درمانی مطابق با آیین‌نامه فولاد و اجرای آیین‌نامه و قوانین خاص فولادی و احیای جایگاه آن در سال جدید بودند.[۷]
- گروهی از بازنشستگان معدن‌های زغال‌سنگ کرمان، با برگزاری تجمع اعتراضی خواهان رسیدگی به درخواست‌های خود شدند.[۷]

#### ۲۰ فروردین
بر اساس گزارش منابع خبری تجمع‌های اعتراضی بازنشستگان مخابرات حداقل در شهرهای تهران، کرمانشاه، همدان، رشت، خرم‌آباد، اردبیل، سنندج، شیراز، مریوان، ارومیه و بندرعباس، ادامه داشت. آنها در این تجمع‌ها شعارهایی مانند «ستاد اجرایی، حق ماهارا خورده»، «مدیر بی‌لیاقت، استعفا استعفا»، «کو مهار تورم، دروغ نگید به مردم»، «بیمه بی فرانشیز، حق مسلم ماست»، «اجرای آیین‌نامه، حق مسلم ماست»، «سهامدار عمده، حق ماها را خورده»، «بنیاد تعاون، حق ماها را خورده»، سر دادند.

#### ۲۱ فروردین
جمعی از بازنشستگان کشوری و تأمین اجتماعی با برگزاری تجمع اعتراضی در برابر استانداری خوزستان در اهواز، خواهان رسیدگی به درخواست‌های خود شدند. آنها نسبت به همسان نبودن میزان حقوق ماهیانه با وضعیت اقتصادی و تورم جاری کشور، افزایش مشکلات اقتصادی و برای امکان دسترسی به خدمات بیمه درمانی تکمیلی اعتراض کردند.

#### ۲۶ فروردین
- در تهران، گروهی از معلمان بازنشسته در برابر اداره سازمان برنامه و بودجه تجمع اعتراضی برپا نمودند. آنها با دادن شعارهای اعتراضی خواستار اجرای رتبه‌بندی و همسان‌سازی حقوق بازنشستگان مبتنی بر قانون مدیریت خدمات کشوری شدند.[۱۰]
- گروهی از بازنشستگان تأمین اجتماعی در برابر ساختمان‌های سازمان تأمین اجتماعی در شهرهای اهواز، کرمانشاه، اراک، شوش، برای رسیدگی به درخواست‌های خود تجمع‌های اعتراضی برپا نمودند. آنها خواهان خود بودند. آنها خواهان رسیدگی به عیدی ناچیز و بی‌توجهی به اجرای کامل متناسب‌سازی بازنشستگان و همچنین مستمری پایین‌تر از خط فقر اعتراض داشته و با دادن شعارهای اعتراضی خواهان افزایش حقوق بازنشستگی بر اساس الزامات ماده ۹۶ قانون تأمین اجتماعی بودند.[۱۰]
- به نوشته شورای بازنشستگان ایران، جمعی از بازنشستگان صنایع فولاد در اعتراض به عدم رسیدگی به درخواست‌هایشان در مقابل دفاتر بازنشستگی صنایع فولاد در شهرهای تهران، قائم شهر و اصفهان تجمع‌های اعتراضی برپا کردند. اجرای طرح تکمیلی همسان‌سازی، دریافت مطالبات معوقه، اجرای بند یک صورت جلسه ۱۵ مهرماه هیئت مدیره، تضمین اجرای تعهدات درمانی مطابق با آیین‌نامه فولاد و اجرای آیین‌نامه و قوانین خاص فولادی و احیای جایگاه آن در سال جدید، از جمله درخواست‌های این معترضان عنوان شده است.[۱۰]

#### ۳ اردیبهشت
جمعی از بازنشستگان شرکت مخابرات در برخی استان‌های کشور از جمله تهران، گیلان، و کرمانشاه، آذربایجان شرقی، کردستان، اردبیل، هم‌زمان تجمع اعتراضی برپا کردند. بازنشستگان در شهرهای مختلف شعارهای اعتراضی سردادند. از جمله: در تهران، شعار «اجرای آیین‌نامه، حق مسلم ماست»، در تبریز، شعار «شرکت پردرآمد، چه بر سر تو آمد؟» در کردستان، «وزیر بی‌لیاقت، ننگت باد ننگت باد»، در استان کرمانشاه، «ننگ ما، صدا و سیمای ما»، در رشت، «سهام‌دار عمده، حق ماها رو خورده.» اینگونه اعتراض‌های معیشتی در ایران در حالی ادامه دارد که نوسانات نرخ سکه و طلا و ارزهای خارجی در بازار ادامه دارد.

#### ۴ اردیبهشت
- گروهی از فرهنگیان بازنشسته در اعتراض به عدم رسیدگی به درخواست‌هایشان در برابر وزارت آموزش و پرورش تهران تجمع اعتراضی برپا کردند.[۱۲]
- جمعی از بازنشستگان فرهنگی صندوق بازنشستگی کشوری در برابر استانداری یزد تجمع اعتراضی برپا کردند. آنها پلاکاردهایی حاوی شعارهایی مانند: «نه مجلس - نه دولت - نیستند به فکر ملت»، «صندوق رو غارت کردین - ما رو بیچاره کردین»، «بازنشسته بیدار است – از تبعیض بیزار است»، «منزلت، معیشت - حق مسلم ماست»، «ظلم و ستم کافیه - سفره ما خالیه» را نیز در دست داشتند.[۱۲]

#### ۹ اردیبهشت
گروهی از بازنشستگان تأمین اجتماعی در چند شهر ایران از جمله اهواز، هفت‌تپه و شوش در اعتراض به سرکوب حق آزادی پوشش زنان و صدور حکم اعدام برای توماج صالحی همچنین وضعیت معیشتی خود تجمع اعتراضی برپا کردند. آنها شعار دادند: «توماج صالحی، آزاد باید گردد»، «توماج یه ملته، ملت رو آزاد کنید». بازنشستگان هم‌زمان نسبت به بی‌توجهی به وضعیت معیشتی اقشار مختلف از جانب مقامات و همچنین نسبت به حضور گسترده نیروهای حکومتی برای تحمیل حجاب اجباری و سرکوب حق آزادی پوشش زنان اعتراض کردند. آنها در این اعتراض شعارهای: «روسری رو رها کن، فکری به حال ما کن»، «لشکری، کشوری، تأمین اجتماعی، اتحاد اتحاد»، «فقط کف خیابون، به دست میاد حقمون» را سر دادند.

#### ۱۰ اردیبهشت
بازنشستگان شرکت مخابرات در تعدادی از استان‌های ایران از جمله: تهران، اصفهان، کرمانشاه، اردبیل، کردستان، آذربایجان شرقی، آذربایجان غربی، با حمل پلاکاردهای اعتراضی و سر دادن شعارهایی مانند: «به جای مرد کاری، نشسته یک نظامی»، «سهامدار عمده، حق ماها رو خورده»، «ستاد اجرایی، حق ماها رو خورده»، تجمع‌های اعتراضی برپا کردند.

#### ۱۶ اردیبهشت
گروهی از بازنشستگان صنایع فولاد در برابر دفاتر این صنف در شهرهای اصفهان و تهران تجمع‌های اعتراضی برپا کردند. درخواست‌های معترضان عبارتند از: دریافت مطالبات معوقه، اجرای آیین‌نامه و قوانین خاص فولادی، اجرای طرح تکمیلی همسان سازی، تضمین اجرای تعهدات درمانی مطابق با آیین‌نامه فولاد و احیای جایگاه آن در سال جدید.

#### ۱۷ اردیبهشت
گروه‌هایی از بازنشستگان شرکت مخابرات در ۱۲ استان شامل: استان‌های تهران، گیلان، لرستان، خوزستان، هرمزگان، مرکزی، و کرمانشاه، فارس، زنجان، آذربایجان شرقی، آذربایجان غربی و اردبیل در اعتراض به وضعیت معیشتی و محقق نشدن درخواست‌هایشان با دادن شعار علیه حکومت تجمع‌های اعتراض برپا کردند. بازنشستگان در شیراز شعار دادند: «فقط کف خیابون، به دست میاد حقمون»، در اصفهان، «عدالتی ندیدیم، فقط دروغ شنیدیم»، در رشت، «بازنشسته داد بزن، حقت رو فریاد بزن»، در کرمانشاه، «بازنشسته به پا خیز، علیه ظلم و تبعیض».

#### ۲۳ اردیبهشت
گروه‌هایی از بازنشستگان سازمان تأمین اجتماعی و صنایع فولاد در اعتراض به بی‌توجهی مقامات به مطالبات صنفی و وضعیت بد معیشتی خود حداقل در شهرهای تهران، اراک، اهواز، شوش و اصفهان با سردادن شعارهای مختلف اعتراضی تجمع‌های اعتراضی برپا کردند. بازنشستگان در اهواز شعار می‌دادند: «حسین حسین شعارشون، دروغ و دزدی کارشون» و «فقط کف خیابون، به دست میاد حقمون»، در شوش: «ما بازنشستگانیم، خواهان حقمانیم» و «از خوزستان تا تهران، مرگ بر این مدیران»، در اراک: «زیر بار ستم نمی‌کنیم زندگی، جان فدا می‌کنیم در ره آزادگی»، در اصفهان: «یک اختلاس کم بشه، مشکل ما حل می‌شه» و «فقط کف خیابون، به دست میاد حقمون». منابع خبری اعلام کردند، اعتراضات معیشتی در ایران در حالی ادامه دارد که نرخ تورم به بالای ۵۲ درصد رسیده است.

#### ۲۴ اردیبهشت
گروه‌هایی از بازنشستگان شرکت مخابرات در تهران، بندرعباس، اصفهان، اردبیل، اهواز، کرمانشاه، گیلان و کردستان، در اعتراض به وضعیت معیشتی خود، با دادن شعارهای اعتراضی تجمع‌های اعتراضی برپا کردند. معترضان در تهران شعار می‌دادند: «وزیر بی‌لیاقت، استعفا استعفا.»، در اردبیل شعار: «وعده وعید کافیه، سفره ما خالیه.»، در گیلان شعار: «فریاد بازنشسته، اجرای آیین‌نامه.»، در بندرعباس شعار: «سهامدار عمده، حق ماها رو خورده.» سر دادند. در اصفهان شعار «تا حق خود نگیریم، از پا نمی‌نشینیم.» سردادند و در کردستان و کرمانشاه نسبت به بی‌توجهی حکومت به مطالبات معیشتی آنها اعتراض داشتند.

#### ۲۵ اردیبهشت
- جمعی از بازنشستگان و مال‌باختگان بانک ملت در تهران با سر دادن شعارهای اعتراضی در برابر ساختمان مرکزی این بانک تجمع اعتراضی برپا کردند. شرکت‌کنندگان در این تجمع شعار می‌دادند: «پیش‌کسوتان بیدارند، از خائنین بیزارند»، «هلدینگ باید تعطیل بشه، سرمایه‌هاش تقسیم بشه».[۱۹]
- به گزارش شورای بازنشستگان ایران، بازنشستگان کشوری، تأمین اجتماعی و مخابرات در کرمانشاه با سردادن شعارهای: «گرانی تورم، بلای جان مردم»، «اتحاد اتحاد، علیه فقر و فساد» تجمع اعتراضی برپا کردند.[۱۹]

#### ۳۱ اردیبهشت
گروه‌هایی از بازنشستگان کشوری و سازمان تأمین اجتماعی در برخی از شهرهای ایران مانند تهران، کرمانشاه و شوش در اعتراض به وضعیت معیشتی و عدم رسیدگی به درخواست‌هایشان راهپیمایی و تجمع‌های اعتراضی برپا کردند. معترضان در این شهرها شعارهای اعتراضی سردادند منجمله درشوش شعار دادند: «روسری رو رها کن، فکری به حال ما کن.»، در کرمانشاه شعار دادند: «دولت ورشکسته، برای بازنشسته، شمشیر رو از روی بسته.»

#### ۶ خرداد
گروهی از بازنشستگان صنایع فولاد در مقابل ساختمان صندوق بازنشستگی شهرهای تهران، اصفهان و اهواز تجمع اعتراضی برپا کردند. آنها مهم‌ترین خواسته‌های خود را اجرای طرح تکمیلی همسان‌سازی، تضمین اجرای تعهدات درمانی مطابق با آیین‌نامه فولاد و اجرای آیین‌نامه‌ها و قوانین خاص فولادی، “اجرای بند یک صورتجلسه ۱۵ مهر ماه هیئت مدیره و دریافت مطالبات معوقه اعلام کردند.

#### ۸ خرداد
بنابر گزارش شورای بازنشستگان ایران، گروهی از بازنشستگان تأمین اجتماعی و کشوری، در اعتراض به مشکلات معیشتی و عدم تناسب دستمزدها با وضعیت اقتصادی، در برابر ساختمان صندوق بازنشستگی کشوری کرمانشاه، تجمع اعتراضی برپا کردند. بازنشستگان شعار می‌دادند: فقط کف خیابان به دست میاد حقمان

#### ۱۳ خرداد
به گزارش شورای بازنشستگان ایران، گروهی از بازنشستگان صنایع فولاد در برابر ساختمان‌های صندوق بازنشستگی فولاد در اهواز، اصفهان و تهران تجمع اعتراضی برپا کردند. درخواست‌های معترضان در این تجمع شامل: دریافت مطالبات معوقه، اجرای طرح تکمیلی همسان سازی، اجرای بند یک صورتجلسه ۱۵ مهر ماه هیئت مدیره،... بود.

#### ۲۰ خرداد
در تهران، معلمان بازنشسته و در شهرهای شوش، اهواز، اصفهان، تهران و کرمانشاه، بازنشستگان تأمین اجتماعی و فولاد تجمع‌های اعتراضی برپا کردند. حضور صدها معلم که از نقاط مختلف کشور خودشان را به تهران رسانده بودند، در برابر ساختمان وزارت آموزش‌وپرورش در اعتراض به اهمال و کوتاهی و تأخیر در انجام تعهدات وزارت آموزش‌وپرورش و سازمان بازنشستگی کشوری انجام گرفت. آنها در این اعتراض‌ها شعار می‌دادند: «روسری را رها کن، فکری به حال ما کن»، «حجاب حجاب شعارشون، دروغ و دزدی کارشون»، «فقط کف خیابون، به‌دست میاد حقمون»، «حقوق نصفه‌نیمه، سکوت کنیم همینه»، «معیشت، درمان، نابودتر از هر زمان»، «اتحاد، اتحاد، علیه فقر و فساد» و «هر اختلاس رو می‌شه، چند تا مسئول پشتشه».

#### ۲۱ خرداد
جمعی از بازنشستگان شرکت مخابرات ایران در شهرهای سنندج، بیجار و تبریز در اعتراض به وضعیت معیشتی و عدم رسیدگی به درخواست‌هایشان تجمع‌های اعتراضی برپا کردند. مشکلات بیمه تکمیلی، بی‌توجهی مدیریت به آیین‌نامه ۸۹، به‌روز نشدن کمک هزینه‌های رفاهی در ۱۴۰۱ و ۱۴۰۲ و پرداخت نشدن مطالبات سال‌های گذشته به نرخ روز، از جمله درخواست‌های معترضان بود. معترضان در زنجان شعار می‌دادند: «شرکت پردرآمد، چه بر سر تو آمد؟».

#### ۲۲ خرداد
تجمع اعتراضی گسترده بازنشستگان برای سومین روز در برابر سازمان برنامه و بودجه در تهران، در فضای امنیتی و با حضور تعداد زیادی از مأموران حکومتی برپا شد. شورای هماهنگی تشکل‌های صنفی فرهنگیان ایران اعلام کرد که افزایش حقوق متناسب با نرخ تورم و درمان رایگان و همسان‌سازی حقوق‌ها، اصلی‌ترین درخواست بازنشستگان معترض طی دو سال و نیم گذشته بوده است. همچنین این شورا تجمع و تحصن را حق خود دانسته و «خشونت و سرکوب معلمان بازنشسته» را محکوم نمود.

#### ۲۹ خرداد
- گروهی از بازنشستگان کشوری، تأمین اجتماعی و مخابرات در کرمانشاه، نسبت به وضعیت معیشتی و عدم رسیدگی به مطالبات‌شان در برابر صندوق بازنشستگی کشوری در کرمانشاه تجمع اعتراضی برپا کردند.[۳۱] معترضان پلاکاردهایی با شعارهایی از جمله: «معیشت منزلت، حق مسلم ماست»، «هم مجلس، هم دولت، دروغ می‌گن به ملت»، «معیشت و درمان، نابودتر از هر زمان»، «کشوری، لشکری، تأمین اجتماعی، اتحاد اتحاد» در دست داشتند. همچنین شعار می‌دادند، «درد ما درد شماست، مردم به ما ملحق شوید.»[۳۱]
- جمعی از بازنشستگان بانک ملت در اعتراض به عدم رسیدگی به درخواست‌هایشان در برابر ساختمان مرکزی این بانک در تهران تجمع اعتراضی برپا کردند که با حمله مأموران به خشونت کشیده شد و چند تن از بازنشستگان معترض با زشت‌ترین حالت ممکن بازداشت شدند.[۳۱]

#### ۳۰ خرداد
جمعی از بازنشستگان وزارت بهداشت در برابر ساختمان صندوق بازنشستگی این وزارتخانه در تهران تجمع اعتراضی برپا نموده و خواهان رسیدگی به مطالباتشان بودند.

#### ۳ تیر
- گروه‌هایی از بازنشستگان معترض حداقل در استان‌های تهران، خوزستان و کرمانشاه، تجمع‌های اعتراضی برپا کردند و علیه تبلیغات انتخاباتی که آنها آن را «دروغ» می‌دانستند، شعارهای اعتراضی سر دادند.[۳۳] بازنشستگان معترض سازمان تأمین اجتماعی تأکید کردند که «فقط کف خیابون، به دست میاد حقمون.». در کرمانشاه شعار می‌دادند: «روسری رو رها کن، فکری به حال ما کن»، «نابود باد بردگی، زنده باد زندگی»، «مناظره چه خوب بود، اما همه‌ش دروغ بود، عدالتی ندیدیم، ما دیگه رأی نمی‌دیم»، «آقازاده آمریکاست، تورمش مال ماست» و «معلم زندانی آزاد باید گردد».[۳۳]
- بازنشستگان صنایع فولاد در اصفهان نیز راهپیمایی کردند. آنها شعار دادند: «فولادی داد بزن، حقت رو فریاد بزن.»[۳۳]

#### ۴ تیر
بنابر گزارش شبکه‌های اجتماعی گروهایی از بازنشستگان معترض شرکت مخابرات، حداقل در شهرهای مریوان، سنندج، تبریز و بندرعباس تجمع‌های اعتراضی برپا کردند. این اعتراض‌ها به دلیل پرداخت نشدن مطالبات سال‌های گذشته به نرخ روز، بی‌توجهی مدیریت به آیین‌نامه ۸۹ و به‌روز نشدن کمک هزینه‌های رفاهی در سال‌های ۱۴۰۱ و۱۴۰۲ صورت گرفته است.

#### ۱۰ تیر
- گروهی از بازنشستگان کشوری و تأمین اجتماعی در شهرهای اهواز و کرمانشاه تجمع اعتراضی برپا کردند. معترضان در کرمانشاه شعارهای «کاندیدای دروغگو، حاصل وعده‌هات کو؟»، «روسری رو رها کن، فکری به حال ما کن»، «حقوق‌های نجومی، فلاکت عمومی»، «کارگر زندانی، آزاد باید گردد»، و «معلم زندانی، آزاد باید گردد»، سر دادند.[۳۵]
- بازنشستگان صنعت فولاد نیز در اصفهان، تهران و مازندران راهپیمایی یا تجمع اعتراضی برگزار کردند. در اصفهان، معترضان در اعتراض به عدم رسیدگی به درخواست‌های آنها، شعار می‌دادند «تا حق خود نگیریم، از پا نمی‌نشینیم».[۳۵]

#### ۱۳ تیر
جمعی از بازنشستگان ذوب آهن اصفهان در اعتراض به مشکلات بیمه و درمان خود در برابر ساختمان استانداری اصفهان تجمع اعتراضی برپا کردند.

#### ۱۸ تیر
تجمع‌های هفتگی بازنشستگان مخابرات حداقل در استان‌های تهران، گیلان، کردستان، اصفهان، آذربایجان شرقی و آذربایجان غربی ادامه یافت. در رشت، مرکز استان گیلان، معترضات شعار می‌دادند «وزیر بی‌لیاقت، استعفا استعفا» و به این ترتیب خواهان کنار رفتن مقامات ارشد دولتی بودند. در ارومیه، مرکز استان آذربایجان غربی بازنشستگان شعار دادند: «بازنشسته داد بزن، حقت رو فریاد بزن»، «شرکت شده بیچاره، مسئولینش تو خوابه» و «مخابرات ایران، قانون نمی‌پذیرد». در اصفهان بازنشستگان معترض شعار دادند: «اونی که حق ماها رو خورده، ستاده اجراییه» و «مخابرات رها شده، اسیر قلدرا شده».

#### ۲۴ تیر
- به گفته شورای بازنشستگان ایران، جمعی از بازنشستگان صنایع فولاد در برابر ساختمان‌های صندوق بازنشستگی تهران، اهواز و اصفهان تجمع اعتراضی برگزار کردند.[۳۸]
- همچنین گروهی از بازنشستگان تأمین اجتماعی در مقابل ساختمان این سازمان در اهواز، عده‌ای از بازنشستگان تأمین اجتماعی، کشوری و مخابرات در برابر ساختمان سازمان تأمین اجتماعی در کرمانشاه، گروهی از بازنشستگان تأمین اجتماعی در برابر ساختمان فرمانداری شوش، جمعی از بازنشستگان تأمین اجتماعی و کشوری در مقابل ساختمان سازمان تأمین اجتماعی تهران، تجمع اعتراضی برگزار کردند.[۳۸]
- معترضان بازنشسته در تهران شعار می‌دادند: «ظلم و ستم به زن‌ها، مضاعفه در این‌جا»، «زن و مرد برابرند، متحد و دلاورند». بازنشستگان معترض در کرمانشاه با دادن شعار «شریفه محمدی، آزاد باید گردد.» به حکم اعدام شریفه محمدی، اعتراض کردند.[۳۹]

#### ۳۱ تیر
- جمعی از بازنشستگان در تهران تجمع اعتراضی برپا کرده و شعار می‌دادند: «روسری رو رها کنید، فکری به حال ما کنید».[۴۰]
- گروهی از بازنشستگان شرکت فولاد در اصفهان در برابر صندوق بازنشستگی تجمع اعتراضی برگزار کردند.[۴۱]

#### ۱ مرداد
گروه‌هایی از بازنشستگان شرکت مخابرات ایران حداقل در استان‌های کردستان، اصفهان، گیلان، کرمانشاه و آذربایجان شرقی در اعتراض به عدم رسیدگی به درخواست‌هایشان تجمع‌های اعتراضی برپا کردند. بازنشستگان در استان کرمانشاه، شعار دادند: «ستاد اجرایی، حق ماها رو خورده»، در گیلان شعار دادند: «بنیاد تعاون، حق ماها رو خورده» و «تا حق خود نگیریم، از پا نمی‌نشینیم.»، در تبریز، شعار دادند: «بازنشسته داد بزن، حقت رو فریاد بزن.»، در سنندج، شعار دادند: «سهام‌دار کاذب، نمی‌خوایم نمی‌خوایم» و «وزیر بی‌لیاقت، استعفا استعفا.» و در اصفهان شعارهای: «ننگ ما ننگ ما، صدا و سیمای ما»، «وزیر بی‌لیاقت، ننگت باد ننگت باد» اعتراض خود را اعلام و بیان کردند.

#### ۲ مرداد
جمعی از بازنشستگان سازمان تأمین اجتماعی و مخابرات مجدداً در کرمانشاه تجمع اعتراضی برپا کردند. آنها با شعار «مسئولان دروغگو، خجالت خجالت» به وعده‌های بی‌نتیجه و برآورده نشدن مطالبات خود اعتراض کردند. بازنشستگان در این تجمع همچنین شعارهایی مانند: «درد ما درد شماست، مردم به ما ملحق شوید» و «معلم زندانی، آزاد باید گردد»، سر دادند.

#### ۸ مرداد
گروه‌هایی از بازنشستگان شرکت مخابرات حداقل در استان‌های کرمانشاه، کردستان، آذربایجان شرقی و اصفهان تجمع‌های اعتراضی برپا کردند. آنها در اولین روز شروع کار پزشکیان به عنوان رئیس‌جمهور، در اعتراض به «بی‌عدالتی سهامداران عمده» که «ستاد اجرایی و بنیاد تعاون سپاه» معرفی شده‌اند، شعار می‌دادند: «نه مجلس، نه دولت، نیستند به فکر ملت». آنها در کرمانشاه شعار می‌دادند: «ستاد اجرایی، حق ماها رو خورده»، در اصفهان شعار می‌دادند: «اجرای همسان‌سازی، بدون حقه‌بازی.» و در کردستان شعار می‌دادند: «بازنشسته داد بزن، حقتو فریاد بزن». علت اعتراضات این بازنشستگان بی‌توجهی مدیریت به آیین‌نامه ۸۹، به‌روز نشدن کمک هزینه‌های رفاهی در سال‌های ۱۴۰۱ و ۱۴۰۲، مشکلات بیمه تکمیلی، و پرداخت نشدن درخواست‌های سال‌های گذشته به نرخ روز است.

#### ۱۵ مرداد
گروهایی از بازنشستگان شرکت مخابرات حداقل در استان‌های تهران، اصفهان، کرمانشاه، همدان، زنجان، آذربایجان غربی، اردبیل، کردستان و هرمزگان در اعتراض به بی‌توجهی حکومت به مشکلات معیشتی و به روز نشدن هزینه‌ها و... تجمع‌های اعتراضی برپا کردند. بازنشستگان در زنجان شعار دادند: «سهامدار خیانت می‌کند، دولت حمایت می‌کند»، در استان کرمانشاه شعار دادند: «نه آفتاب، نه گرما، نیست جلودار ما»، در کردستان شعار دادند: «مدیران دروغگو، خجالت خجالت»، در اصفهان شعار دادند: «عدالتی ندیدیم، فقط دروغ شنیدیم»

#### ۱۶ مرداد
- جمعی از معلمان بازنشسته شامل ده‌ها نفر در برابر وزارت آموزش و پرورش در تهران تجمع اعتراضی برپا کردند. آنها شعار دادند: «فریاد فریاد، از این همه بیداد»[۴۶]
- در کرمانشاه بازنشستگان شرکت مخابرات و سازمان تأمین اجتماعی در اعتراض به بی‌عدالتی تجمع اعتراضی برپا کردند. معترضان شعار دادند: «آقازاده آمریکاست، تورمش مال ماست.»[۴۶]

#### ۲۲ مرداد
اعتراضات هفتگی بازنشستگان شرکت مخابرات که دوشنبه‌ها انجام می‌گیرد، امروز حداقل در استان‌های کرمانشاه، اصفهان، گیلان، خوزستان و کردستان برگزار شد. بازنشستگان معترض در کرمانشاه شعار دادند: «سهام‌دار حیا کن، حق ما را ادا کن»، در رشت، شعار دادند: «عدالتی ندیدیم، از بس دروغ شنیدیم»، دراصفهان شعار دادند: «مخابرات حیا کن، آیین‌نامه رو اجرا کن»، در استان خوزستان شعار دادند: «ما مرد میدان می‌خوایم، تماشاگر نمی‌خوایم» و در استان کردستان نیز معترضان شعار دادند: «سهام‌دار ظالم، ننگت باد ننگت باد»

#### ۵ شهریور
در ادامه هفتگی اعتراضات بازنشستگان شرکت مخابرات این بار با پیوستن جمعی دیگر از بازنشستگان از جمله سازمان تأمین اجتماعی حد اقل در استان‌های خوزستان، اصفهان، کردستان، زنجان، گیلان و آذربایجان شرقی ادامه داشت. معترضان در هر یک از استان‌ها شعارهای مختلفی را به شرح زیر سر دادند: «مدیران نالایق، اخراج باید گردند.»، «یخچال بازنشسته، خالی‌تر از گذشته.»، «مدیر بی‌لیاقت، ننگت باد.»، «سهامدار ظالم، شرمت باد.». پرداخت نشدن مطالبات سال‌های گذشته به نرخ روز، بی‌توجهی مدیریت به آیین‌نامه ۸۹، به‌روز نشدن کمک هزینه‌های رفاهی در سال‌های ۱۴۰۱ و ۱۴۰۲ و مشکلات بیمه تکمیلی از جمله دلایل اعتراضات این بازنشستگان است.

#### ۱۱ شهریور
- جمعی از بازنشستگان در شوش در اعتراض به عدم رسیدگی به مطالباتشان تجمع اعتراضی برپا کردند. معترضان شعار می‌دادند: «زیر بار تورم شکسته پشت مردم».[۴۹]
- جمعی از بازنشستگان تأمین اجتماعی در اهواز تجمع اعتراضی برپا کردند. معترضان شعار می‌دادند: «تأمین اجتماعی خجالت».[۵۰]
- گروهی از بازنشستگان تأمین اجتماعی در کرمانشاه دست به تجمع اعتراضی زدند.[۵۱]
- در تهران و رشت نیز بازنشستگان تأمین اجتماعی با هدف ترمیم دستمزدهای زیر خط فقر تجمع‌های اعتراضی برپا کردند.[۵۲]
- بنابر گزارش شورای بازنشستگان ایران، گروهی از بازنشستگان صنایع فولاد در اصفهان به دلیل عدم رسیدگی به درخواست‌هایشان، در برابر ساختمان صندوق بازنشستگی صنایع فولاد تجمع اعتراضی برپا کردند.[۵۲]

#### ۱۸ شهریور
- جمعی از بازنشستگان صنایع فولاد به دلیل به بی‌توجهی مقامات حکومتی به مطالبات‌شان در برابر ساختمان وزارت تعاون، کار و رفاه اجتماعی در تهران تجمع اعتراضی برپا کردند. معترضان درحالی‌که شعار می‌دادند: «وزیر تعاون، باید بیاد خیابون»، خواهان پاسخگویی دولت و رسیدگی به مشکلات صنفی و معیشتی خود از جمله «اجرایی شدن طرح اصلاحی ۱۷ مهر سال گذشته کارگروه همسان‌سازی صندوق فولاد» شدند.[۵۳]
- گروهی از بازنشستگان فولاد در اصفهان درحالی‌که شعار می‌دادند: «یک اختلاس کم بشه، مشکل ما حل می‌شه.»، تجمع اعتراضی برپا کردند.[۵۳]
- گروه‌هایی از بازنشستگان سازمان تأمین اجتماعی در شوش و کرمانشاه تجمع اعتراضی برپا کردند. معترضان در کرمانشاه خواهان توجه مقامات حکومتی به درخواست‌های خود شدند. در شوش نیز معترضان با دادن شعار: «پرستار زحمتکش، حمایتت می‌کنیم.»، از اعتراضات پرستاران حمایت کردند.[۵۳]

#### ۱۹ شهریور
بنابر گزارش شبکه‌های اجتماعی، بازنشستگان شرکت مخابرات این دوشنبه در شهرهای تهران، رشت، اصفهان، شیراز، تبریز، اردبیل، سنندج، مریوان، اهواز، کرمانشاه، بروجرد، خرم‌آباد، و کرمان تجمع‌های اعتراضی برپا کردند. معترضان که در اعتراض به بی‌توجهی مدیریت به آیین‌نامه ۸۹، مشکلات بیمه تکمیلی، به‌روز نشدن کمک هزینه‌های رفاهی در سال‌های ۱۴۰۱ و ۱۴۰۲ و پرداخت نشدن مطالبات سال‌های قبل به نرخ روز، شعارهای مختلفی از جمله موارد زیر سر دادند: در اصفهان شعار دادند: «این همه بی‌عدالتی، هرگز ندیده ملتی،» در رشت: «سهامدار ظالم، حق ماها رو خورده.»، در تهران: «بازنشسته داد بزن، حقت رو فریاد بزن»، در اهواز: «مخابرات حیا کن، آیین‌نامه را اجرا کن» و «عدالتی ندیدیم، فقط کلک شنیدیم»، در شیراز: «شرکت پر درآمد، چه بر سر تو آمد؟»، در کرمانشاه: «وعده وعید چه خوب بود، اما همه‌ش دروغ بود.».

#### ۲۶ شهریور
- گروه‌هایی از بازنشستگان معترض شرکت مخابرات در تعدادی از شهرهای ایران مانند اصفهان، مریوان، بیجار، تبریز، اهواز، سنندج، ساری، کرمان، بندرعباس، شیراز، همدان، زنجان و بیجار تجمع‌های اعتراضی برپا کردند.[۵۵][۵۶] معترضان به حقوق زیر خط فقر، وضعیت معیشت، حذف خواربار از مزایای شغلی، بیمه تکمیلی ناکارآمد و اجرا نشدن آیین‌نامه سال ۱۳۸۹ توسط سهام‌دارن عمده پس از واگذاری شرکت دولتی مخابرات ایران به آنها، اعتراض دارند. بازنشستگان معترض در اهواز شعار دادند: «از خوزستان تا تهران، ننگ بر زورگویان»، «مخابرات حیا کن، به وعده‌هات عمل کن.» و «معیشت فریز شده، به درد ما نمی‌خوره.»
- در تهران جمعی از بازنشستگان سازمان‌های مختلف در مقابل سازمان برنامه و بودجه تجمع اعتراضی برپا کردند.[۵۶]

#### ۱ مهر
بازنشستگان صنایع فولاد در شهرهای قائم‌شهر و اصفهان، همچنین گروه‌هایی از بازنشستگان سازمان تأمین اجتماعی در شهرهای تهران، کرمانشاه، اهواز و شوش در اعتراض به عدم رسیدگی به مطالبات‌شان دست به تجمع‌های اعتراضی زدند. بازنشستگان صنایع فولاد در اصفهان شعار دادند: «نه مجلس، نه دولت، نیستند به فکر ملت.»، بازنشستگان در تهران شعار دادند: «معیشت، سلامت، حق مسلم ماست.» و «ارزش افزوده، دزدی از جیب مردم.»، در شوش شعار دادند: «پیام ما به دولت، خجالت خجالت.» و در کرمانشاه در همبستگی با فعالان صنفی شعار دادند: «معلم زندانی، آزاد باید گردد».

#### ۲ مهر
بازنشستگان شرکت مخابرات حداقل در استان‌های تهران، خوزستان، گیلان، کردستان و کرمانشاه به اعتراضات دوره‌ای خود به دلیل عدم رسیدگی به مطالبات‌شان شامل: بی‌توجهی مدیریت به آیین‌نامه ۸۹، به روز نشدن کمک هزینه‌های رفاهی در سال‌های ۱۴۰۱ و ۱۴۰۲، مشکلات بیمه تکمیلی و پرداخت نشدن مطالبات سال‌های گذشته به نرخ روز، ادامه دادند. آنها در تهران شعار دادند: «شرکت پر درآمد، چه بر سر تو آمد»، در اهواز با برپایی راهپیمایی اعتراضی شعار دادند: «۱۵ سال خیانت، مخابرات خجالت»، در سنندج شعار دادند: «سهامدار عمده، حق ماها رو خورده» و در رشت شعار دادند: «منزلت، معیشت، حق مسلم ماست».

#### ۳ مهر
در استان کرمانشاه گروهی از بازنشستگان در برابر ساختمان صندوق بازنشستگی کشوری تجمع اعتراضی برپا کردند.

#### ۷ مهر
- گروهی از فرهنگیان بازنشسته معترض در برابر وزارت آموزش و پرورش در تهران تجمع اعتراضی برپا کردند. معترضان شعار می‌دادند: «قالیباف دروغگو، حاصل وعده‌هات کو؟»[۶۰] و «فریاد از این همه بیداد»[۶۱]
- در خرم‌آباد، جمعی از بازنشستگان کشوری در اعتراض به شرایط بد معیشتی تجمع اعتراضی برپا کردند.[۶۲]

#### ۸ مهر
گروهی از بازنشستگان فولاد در اصفهان به دلیل مشکلات معیشتی تجمع اعتراضی برپا کردند. معترضان شعار دادند: «دولت دروغگو، حاصل وعده هات کو».

#### ۹ مهر
بازنشستگان مخابرات در استان‌های تهران، آذربایجان شرقی، اردبیل، یزد و خوزستان به علت عدم رسیدگی به مطالبات‌شان تجمع‌های اعتراضی برپا کردند. معترضان در تهران شعار دادند: «بازنشسته داد بزن، حقت رو فریاد بزن»، «اگر سنگ هم بباره، دوشنبه‌ها می‌آییم»، «شرکت پر درآمد، چه بر سر تو آمد؟»، «دادن حق ملت، واجب‌تر از نماز است»، «سلطانی بی‌سواد، شرکت رو دادی به باد»، «شرکت شده صدپاره، بخور بخور تو کاره» و «یک اختلاس کم بشه، مشکل ما حل می‌شه». در اهواز شعار دادند: «وعده وعید کافیه، سفره ما خالیه»، «شرکت پر درآمد، درآمدت کجا رفت»، «تا حق خود نگیریم، عقب نمی‌نشینیم»، «این همه بی‌عدالتی، هرگز ندیده ملتی»، «ستاد اجرایی، حق ماها را خورده» و «بنیاد تعاون، حق ماها رو خورده.».

#### ۱۵ مهر
اعتراضات معیشتی با برپایی تجمع‌های اعتراضی در استان‌های تهران، اصفهان، خوزستان و گیلان ادامه داشته است. در تهران در حالی که نهاد ریاست جمهوری و دفتر پزشکیان جوابگوی معترضان نبودند، مأموران حکومتی با حمله به تجمع اعتراضی بازنشستگان تعدادی از آنها را ضرب و شتم نموده و دستگیر کردند که با شعار «بی‌شرف بی‌شرف» سایر معترضان مواجه شدند. در این تجمع معترضان شعارهایی مانند: «فریاد فریاد، از این همه بیداد»، «اتحاد اتحاد، علیه ظلم و فساد»، «گرانی و تورم، بلای جان مردم»، «فقط کف خیابون، به دست میاد حقمون»، «این همه بی‌عدالتی، هرگز ندیده ملتی»، «فولادی داد بزن، حقت رو فریاد بزن»، «بازنشسته داد بزن، حقت رو فریاد بزن» و «معیشت و منزلت، حق مسلم ماست»، از جانب معترضان داده شد.

#### ۱۶ مهر
اعتراضات بازنشستگان مخابرات حداقل در ۱۰ استان، شامل کردستان، خوزستان، کرمانشاه، اردبیل، گیلان، آذربایجان شرقی، تهران، اصفهان، ایلام و استان فارس ادامه یافت. این اعتراضات نسبت به اجرا نشدن مصوبات قانونی از جمله اجرای آیین‌نامه استخدامی و رفاهی و همچنین بی‌عدالتی ستاد اجرایی و تعاون سپاه تحت عنوان مالکان مخابرات صورت گرفته است. در این تجمع‌ها و راهپیمایی‌ها بازنشستگان معترض در شهرهای مختلف ایران، با سر دادن شعارهایی از قبیل: «شرکت پردرآمد، چه بر سر تو آمد»، «مخابرات حیا کن، آیین‌نامه رو اجرا کن»، «تا حق خود نگیریم، دوشنبه‌ها می‌آئیم»، «شرکت شده صدپاره، بخور بخور تو کاره»، «اجرای آیین‌نامه، حق مسلم ماست» و «این همه بی‌عدالتی، هرگز ندیده ملتی»، نسبت به وضعیت معیشتی خود اعتراض کردند.

#### ۲۳ مهر
تجمع‌های اعتراضی بازنشستگان مخابرات حداقل در هشت شهر شامل: اصفهان، ایلام، بروجرد، شیراز، اردبیل، اهواز، کرمانشاه و سنندج ادامه یافت. این اعترضات به دلیل پرداخت نشدن مطالبات سال‌های گذشته به نرخ روز، به‌روز نشدن کمک هزینه‌های رفاهی، بی‌توجهی مدیریت به آیین‌نامه ۸۹، مشکلات بیمه تکمیلی آنها استمرار پیدا کرده است. آنها در تهران شعار دادند: «شرکت شده صدپاره، بخور بخور تو کاره»، «یک اختلاس کم بشه، مشکل ما حل می‌شه»، در اهواز شعار دادند: «ما به جز حق نمی‌خوایم، صدقه سهام‌دار نمی‌خوایم»، در کرمانشاه شعار دادند: «حقوق بازنشسته، فقط برای یک هفته» و در ایلام شعار دادند: «اجرای آیین‌نامه، حق مسلم ماست».

#### ۲۹ مهر
- گروه‌هایی از بازنشستگان صنایع فولاد در برابر ساختمان‌های صندوق بازنشستگی فولاد در شهرهای اهواز، اصفهان و دامغان تجمع‌های اعتراضی برپا کردند.[۶۷]
- گروه‌هایی از بازنشستگان تأمین اجتماعی در شهرهای شوش و اهواز تجمع‌های اعتراضی برگزار کردند. معترضان خواستار تعدیل مزد بر طبق ماده ۹۶ قانون تأمین اجتماعی، پرداخت عیدی مانند کارگران شاغل و برخورداری از درمان رایگان و بهبود خدمات رفاهی بودند.[۶۷]

#### ۳۰ مهر
گروه‌هایی از بازنشستگان مخابرات حداقل در ۸ استان کشور شامل: استان‌های اصفهان، خوزستان، لرستان، کرمانشاه، آذربایجان شرقی، اردبیل، ایلام و کردستان در اعتراض به عدم رسیدگی به مطالبات‌شان تجمع‌های اعتراضی برپا کردند.

#### ۱ آبان
- تجمع بازنشستگان کشوری و فرهنگی سال ۱۴۰۰ در تهران به دلیل عدم رسیدگی به مطالبات معیشتی آنها به اعتراض و درگیری لفظی میان معترضان و مقامات حکومتی کشیده شد. معترضان با بالا بردن اسکناس‌های کم‌ارزش شده به کنایه و طنز شعار می‌دادند: «این مبلغ نجومی، حاصل رتبه‌بندی».[۶۹]
- جمعی از بازنشستگان معترض در کرمانشاه در اعتراض به عدم رسیدگی به مطالبات معیشتی آنها در برابر صندوق بازنشستگی کشوری تجمع اعتراضی برپا کردند. در این تجمع که با حمایت رانندگان خودروهای در حال عبور با زدن بوق ممتد از معترضان مواجه شد، بازنشستگان شعار دادند: «تا حق خود نگیریم، از پا نمی‌نشینیم» و «دولت خیانت می‌کند، مجلس حمایت می‌کند».[۶۹]

#### ۶ آبان
گروهی از بازنشستگان معترض در اعتراض به وضعیت معیشتی خود در کرمانشاه شعار دادند: «جنگ‌افروزی کافیه، سفره ما خالیه».

#### ۷ آبان
برپایی تجمعات اعتراضی هفتگی بازنشستگان شرکت مخابرات در اعتراض به عدم رسیدگی به مطالبات معیشتی آنها حداقل در شهرهای تهران، کرمانشاه، سنندج، و اهواز، ایلام، تبریز، رشت، کرمانشاه، سنندج و اهواز ادامه داشت. معترضان در تهران، با در دست داشتن پلاکاردهایی تأکید کردند: «عدالتی ندیدیم، فقط دروغ شنیدیم» و در سنندج با شعار «گرانی و تورم، بلای جان مردم» راهپیمایی اعتراضی برپا کردند. به گفته یک پژوهشگر اقتصاد ساکن سوئد، نرخ تورم در ایران اکنون بالای ۴۰ درصد است که به دلیل بی‌ثباتی و تنش‌های بین‌المللی و همچنین بی‌اعتباری حاکمیت نزد مردم، چرخه گسترش فقر و بیکاری ادامه پیدا می‌کند.

#### ۹ آبان
بازنشستگان به طرح همسان سازی حقوق خود اعتراض کردند. این مسئله منجر به نارضایتی، اعتراضات گسترده و تجمع‌های صنفی آنها شده است. در ادامه این اعتراض‌ها، بازنشستگان کارگری در تعدادی از استان‌ها با برپایی تجمع‌های اعتراضی، خواستار ترمیم حقوق طبق ماده ۹۶ قانون تأمین اجتماعی، ارائه درمان رایگان، بهبود خدمات رفاهی و پرداخت عیدی مشابه کارگران شاغل شدند.

#### ۱۰ آبان
بازنشستگان معترض در هفت شهر شامل: مشهد، تبریز، کرمان، گیلان، شیراز، خرم‌آباد و تاکستان، با داشتن پلاکاردهایی خواستار پرداخت معوقات حقوقی و اصلاح و صدور احکام شغلی خود شدند. همچنین بنابر گزارش شبکه اجتماعی «اعتراض مدنی بازار» بازنشستگان معترض در شش شهر دیگر در برابر دفتر نمایندگان مجلس شورای اسلامی تجمع اعتراضی برپا کرده و خواهان احقاق درخواست‌های خود شده‌اند.

#### ۱۴ آبان
گروه‌هایی از بازنشستگان مخابرات حداقل در شهرهای تبریز، کرمانشاه، اصفهان، اهواز و رشت در اعتراض به عدم رسیدگی به وضعیت معیشتی خود در اعتراض به، به‌روز نشدن کمک هزینه‌های رفاهی ۱۴۰۱ و ۱۴۰۲، بی‌توجهی به آیین‌نامه ۸۹، مشکلات بیمه تکمیلی و پرداخت نشدن مطالبات سال‌های گذشته به نرخ روز، تجمع‌های اعتراضی برپا کردند. معترضان در اهواز شعار دادند: «سهامدار دروغگو، حاصل وعده‌هات کو؟» و «سهامدار دروغگو، حاصل وعده‌هات کو؟». در کرمانشاه شعار دادند: «حقوق نصفه نیمه، سکوت کنیم همینه» و «نه سرما نه گرما، نیست جلودار ما». در اصفهان شعار دادند: «نه مجلس، نه دولت، نیستند به فکر ملت». در تبریز معترضان با داشتن پلاکاردهای اعتراضی شعار دادند: «مسئولان دروغگو، عمل به وعده‌هات کو؟» و «مخابرات فنا شده، اسیر قلدرها شده». در رشت شعار دادند: «وزیر ارتباطات، کجایی کجایی؟»، «وزیر بی‌تفاوت، نمی‌خوایم نمی‌خوایم»، «اجرای آیین‌نامه، حق مسلم ماست» و «مخابرات ایران، قانون نمی‌پذیرد».

#### ۱۵ آبان
به گزارش شورای بازنشستگان ایران، گروهی از بازنشستگان کشوری، مخابرات، بهداشت و درمان و تأمین اجتماعی، در برابر ساختمان سازمان مدیریت و برنامه‌ریزی در کرمانشاه تجمع اعتراضی برپا کردند. معترضان خواهان افزایش حقوق بازنشستگان معادل خط فقر و تأمین نیازهای اساسی زندگی، بهبود خدمات رفاهی، ارائه درمان رایگان، تسهیلات بانکی مناسب و تخصیص اعتبار برای متناسب‌سازی حقوق‌ها بودند.

#### ۲۰ آبان
- گروهی از بازنشستگان تأمین اجتماعی در اهواز در اعتراض به عدم رسیدگی به مطالبات‌شان تجمع اعتراضی برپا کرده و شعار دادند: «وعده، وعید کافیه، سفره ما خالیه».[۷۵]
- جمعی از بازنشستگان فرهنگی که از استان‌های مختلف به تهران آمده بودند، در اعتراض به عدم رسیدگی به مطالبات‌شان، در برابر ساختمان وزارت آموزش و پرورش در تهران تجمع اعتراضی برپا کردند.[۷۶]

#### ۲۷ آبان
- گروه‌هایی از بازنشستگان تأمین اجتماعی در برابر اداره تأمین اجتماعی در اهواز، رشت و شوش تجمع‌های اعتراضی برپا کردند.[۷۷] مطالبات معترضان شامل: اجرای ماده ۹۶ قانون تأمین اجتماعی، افزایش مستمری‌ها براساس خط فقر و بهبود خدمات درمانی و رفاهی و متناسب‌سازی، آنهم بعد از افزایش بسیار ناچیزی به مستمری که مشکلات معیشتی آنها را حل نمی‌کند، بوده است.[۷۷]
- بازنشستگان تأمین اجتماعی و معلمان در تهران در اعتراض به عدم رسیدگی به مطالبات‌شان تجمع اعتراضی برپا کردند.[۷۸]

#### ۲۸ آبان
گروهایی از بازنشستگان مخابرات در تهران و اصفهان با دادن شعارهای اعتراضی مانند: «ظلم و ستم کافیه، سفره ما خالیه»،... تجمع‌های اعتراض برپا کردند.

#### ۳۰ آبان
- جمع قابل توجهی از معلمان بازنشسته با دادن شعارهای اعتراضی دربرابر مجلس شورای اسلامی به نحوه اجرای قانون رتبه‌بندی تجمع اعتراضی چشمگیری برپا کردند. معترضان در این تجمع شعار دادند: «فقط یک ۱۰ هزاری، حاصل رتبه‌بندی». معلمان بازنشسته خواستار پرداخت معوقات و اصلاح احکام بازنشستگی بر اساس رتبه‌بندی بودند. آنها به بی‌عدالتی در اجرای رتبه‌بندی و همسان‌سازی و همچنین به افزایش ناچیز مبلغ افزوده شده بر درآمدشان بر اساس طرح رتبه‌بندی اعتراض داشتند.[۸۱]
- در اهواز شماری از بازنشستگان صنعت نفت در برابر دفتر نماینده اهواز در مجلس شورای اسلامی تجمع اعتراضی برپا کردند. معترضان خواستار اجرای اساسنامه ویرایش ۱۰۲ منطبق با مقررات صندوق بازنشستگی بودند.[۸۲]

#### ۴ آذر
- بازنشستگان در تهران گروهی از بازنشستگان تأمین اجتماعی در برابر ساختمان این سازمان در اعتراض به عدم رسیدگی به مطالبات خود تجمع اعتراضی برپا کردند.[۸۳]
- جمعی از بازنشستگان در شوش با دادن شعار: «پیام ما به دولت، خجالت خجالت» در اعتراض به عدم رسیدگی به مطالبات آنها تجمع اعتراضی برپا کردند.[۸۴]

#### ۵ آذر
- در رشت معترضان بازنشسته مخابرات با داشتن پلاکاردهای اعتراضی که مطالبات خود را بر روی آنها نوشته بودند، تجمع اعتراضی برپا کردند. در تهران نیز بازنشستگان معترض در تجمع اعتراضی که برپا کردند شعار دادند: «یک اختلاس کم بشه، مشکل ما حل می‌شه».[۸۵]
- در سنندج بازنشستگان مخابرات با طرح خواسته‌های رفاهی و بیمه، با دادن شعار «مطالبات پزشکی، حق مسلم ماست.»، تجمع اعتراضی برپا کردند.[۸۵]

#### ۶ آذر
در تهران، بازنشستگان ۱۴۰۲ با تجمع در برابر نهاد ریاست جمهوری درحالی‌که شعارهای اعتراضی می‌دادند بر درخواست‌های معیشتی خود تأکید کردند. بازنشستگان شعار دادند: «وعده وعید کافیه، سفره ما خالیه»، «دشمن بازنشسته، دولت ورشکسته»، «یا حق یا حق، بزن گردن ناحق»، «خدمت صادقانه، پاداش ظالمانه»، «امروز و فردا نکن، حق ما رو ادا کن» و «این‌همه بی‌عدالتی، هرگز ندیده ملتی».

#### ۱۱ آذر
- در تهران جمعی از بازنشستگان در برابر مجلس شورای اسلامی تجمع اعتراضی برپا کردند. معترضان با در دست داشتن پلاکاردهای اعتراضی به مشکلات معیشتی و عدم رسیدگی به مطالبات‌شان شعار دادند: «حالا که بازنشسته، به خاکستر نشسته» و «وعده وعید کافیه، سفره ما خالیه». در شهرستان شوش نیز بازنشستگان معترض با برگزاری تجمع و راهپیمایی، شعار دادند: «زیر بار تورم، شکسته پشت مردم». همچنین بازنشستگان معترض در اهواز با برپایی تجمع اعتراضی شعار دادند: «هم مجلس هم دولت، ظلم می‌کنند به ملت».[۸۷]
- جمعی از بازنشستگان در برابر ساختمان‌های صندوق بازنشستگی صنایع فولاد در شهرهای کرمان، اصفهان و تهران تجمع‌های اعتراضی برپا کردند.[۸۸]

#### ۱۲ آذر
باز نشستگان مخابرات حداقل در استان‌های تهران، زنجان، کرمانشاه، کردستان، آذربایجان غربی و گیلان تجمع‌های اعتراضی برپا کرده و تأکید کردند که در ایران مجلس و دولت به فکر مردم نیستند و خواهان برکناری «وزیر بی‌تفاوت» بودند. در تهران معترضان شعار دادند: «بازنشسته داد بزن، حقت رو فریاد بزن». در رشت، بازنشستگان شعار دادند: «وزیر بی‌تفاوت، نمی‌خوایم نمی‌خوایم». در کردستان نیز، معترضان شعار «دولت پرادعا، حاصل وعده‌هات کو؟» را به دست گرفته به خیابان آمدند.

#### ۱۷ آذر
به گزارش اتحادیه آزاد کارگران ایران، گروهی از فرهنگیان بازنشسته ۱۴۰۰، در اعتراض به عدم پرداخت ۶۰٪ پاداش بازنشستگی آنهم بعد از گذشت ۱۵ ماه و همچنین نسبت به اجرا نشدن کامل قانون همسان سازی، در برابر ساختمان مجلس در تهران تجمع اعتراضی برگزار کردند.

#### ۱۹ آذر
- گروهی از فرهنگیان بازنشسته، در اعتراض به عدم اجرای قانون رتبه‌بندی و پرداخت مطالب معوقه خود، در برابر ساختمان مجلس در تهران تجمع اعتراضی برپا کردند.[۹۰]
- گروه‌هایی از بازنشستگان شرکت مخابرات صبح امروز در شهرهای تهران، شیراز، همدان، زنجان، کرمانشاه، رشت، اصفهان، سنندج، تبریز و ارومیه در اعتراض به عدم رسیدگی به مطالبات‌شان تجمع اعتراضی برپا کردند.[۹۰]
- گروهی از بازنشستگان مخابرات در مازندران به دلیل عدم رسیدگی به مطالبات‌شان تجمع اعتراضی برپا کردند.[۹۱]

#### ۲۰ آذر
جمعی از بارنشستگان کشوری در برابر ساختمان سازمان برنامه و بودجه کشور تجمع اعتراضی برپا کردند. بازنشستگان خواهان رسیدگی به مطالبات‌شان از جمله انجام همسان‌سازی حقوق‌شان بودند.

#### ۲۱ آذر
بازنشستگان فرهنگی در اعتراض به عدم رسیدگی به مطالبات‌شان در یک تجمع اعتراضی در درون ایستگاه مترو شعار می‌دادند: «ایران پر درآمد چه بر سر تو آمد». بازنشستگان معترض فرهنگی درحالی‌که شعار می‌دادند به سمت مجلس شورای اسلامی حرکت کردند.

#### ۲۵ آذر
گروهی از بازنشستگان فولاد در اصفهان در اعتراض به عدم رسیدگی به مطالبات‌شان در برابر ساختمان صندوق بازنشستگی صنایع فولاد اصفهان، تجمع اعتراضی برپا کردند. بازنشستگان با داشتن بنرهایی خواستار تأمین منابع اجرای قانون همسان‌سازی در برنامه هفتم توسعه شدند.

#### ۲۶ آذر
گروهی از بازنشستگان شرکت مخابرات به علت عدم رسیدگی به درخواست‌هایشان، در بروجرد و شیراز تجمع‌های اعتراضی برپا کردند. چند ماه است که اعتراضات هفتگی پی در پی بازنشستگان مخابرات با درخواست‌های مشخص در جریان است

#### ۳ دی
جمعی از بازنشستگان معترض مخابرات در شهرهای سنندج و ایلام تجمع اعتراضی برپا کردند. معترضان در ایلام شعار دادند: «اجرای آیین‌نامه، حق مسلم ماست». بازنشستگان در سنندج شعار دادند: «سهامدار ظالم، ننگت باد ننگت باد».
جمعی از بازنشستگان در اعتراض به عدم رسیدگی به مطالبات‌شان در برابر اداره کل آموزش و پرورش استان کرمانشاه تجمع اعتراضی برپا کردند.

#### ۵ دی
در کرج گروهی از معلمان بازنشسته ۱۴۰۲ در اعتراض به عدم رسیدگی به مطالبات خود در برابر ساختمان اداره کل آموزش و پرورش استان البرز تجمع اعتراضی برپا کردند. معترضان که خواهان دریافت ۶۰ درصد باقیمانده سنوات خدمت آنهم پس از ۱۴ ماه تأخیر بودند، به اجرا نشدن کامل رتبه‌بندی و طرح همسان‌سازی و پرداخت نشدن پاداش پایان خدمت، اعتراض داشتند.

#### ۶ دی
جمعی از بازنشستگان کشوری در اعتراض به عدم رسیدگی به مطالبات‌شان در برابر ساختمان استانداری در بجنورد، تجمع اعتراضی برپا کردند. معترضان خواهان رسیدگی به درخواست‌های خود مانند پرداخت دستمزد معوقه آنها و همسان سازی حقوق بودند.

#### ۹ دی
- در شوش بازنشستگان معترض در اعتراض به وضعیت وخیم معیشتی و عدم رسیدگی به مطالبات‌شان، در یک تجمع اعتراضی شعار دادند: «ما می‌گیم حقوق کمه، قیمت نان گران می‌شه».
- در اصفهان گروهی از بازنشستگان معترض شرکت فولاد، با تأکید بر ضرورت رسیدن به مطالبات خود، شعار دادند: «فریاد فریاد، از این همه بیداد».
- در اهواز معترضان بازنشسته سازمان تأمین اجتماعی در اعتراض به عدم رسیدگی به مطالبات‌شان با دادن شعار «روسری رو رها کن، تورم رو مهار کن» تجمع اعتراضی برپا کردند.[۱۰۲]

#### ۱۰ دی
گروه‌هایی از بازنشستگان مخابرات حداقل در پنج استان کرمانشاه، خوزستان، اصفهان، ایلام، و کردستان در اعتراض به عدم رسیدگی به مطالبات‌شان تجمع اعتراضی برپا کردند.

#### ۱۱ دی
گروه‌هایی از معلمان بازنشسته حداقل در سه استان کرمانشاه، فارس و مازندران با پلاکاردهای حاوی خواسته‌ها و شعارهای خود علیه ناکارآمدی مقامات جمهوری اسلامی تجمع اعتراضی برپا کردند. معترضان در مازندران شعار دادند: «ایران پردرآمد، چه بر سر تو آمد؟» بازنشستگان همچنین در کرمانشاه شعار دادند: «با اهل قلم هر که درافتاد، ورافتاد.»

#### ۱۲ دی
بنابر گزارش کانال «اعتراض مدنی بازار»، بازنشستگان فرهنگی ۱۴۰۲ در اعتراض به عدم پرداخت معوقات‌شان در برابر استانداری سمنان تجمع اعتراضی برپا کردند. معترضان شعار می‌دادند: «بازنشسته داد بزن، حقتو فریاد بزن». آنها یک سال و نیم است که هنوز نه‌تنها پاداش و دیگر معوقات خود را وصول نکرده‌اند، بلکه «ارزش مطالبات» این فرهنگیان به دلیل تورم، به کمتر از ۵۰٪ رسیده است.

#### ۱۷ دی
- جمعی از بازنشستگان فرهنگی در تهران تجمع کردند و در اعتراض به تشدید مشکلات معیشتی شعار دادند: «با این همه منابع، وضع ایران خرابه». عده‌ای از آنها که از معلمان بازنشسته سال ۱۴۰۲ بودند، به پرداخت نشدن معوقات خود اعتراض داشتند و شعار دادند: «پرداخت با خسارت، جبران این جنایت.» غیر از ارسال «پیامک تهدیدآمیز» به این بازنشستگان برای جلوگیری از برگزاری تجمع اعتراضی، تصویرها حاکی از حضور مأموران نیروی انتظامی در تجمع اعتراضی بازنشستگان فرهنگی است.[۱۰۶]
- اعتراض هفتگی بازنشستگان مخابرات در چند شهر ادامه یافت. در تهران گروهی از این معترضان شعار دادند: «عدالتی ندیدیم، فقط دروغ شنیدیم».
- در کرمانشاه گروهی از معترضان اعتراض خود را با شعار «این همه بی‌عدالتی، هرگز ندیده ملتی» نشان دادند.
- بازنشستگان مخابرات در تجمع اعتراضی خود در ایلام شعار دادند: «یک اختلاس کم بشه، مشکل ما حل می‌شه».[۱۰۶]

#### ۲۴ دی
گروه‌هایی از بازنشستگان شرکت مخابرات حداقل در پنج استان تهران، ایلام، کردستان، آذربایجان غربی و کرمانشاه در اعتراض به عدم رسیدگی به درخواست‌های خود تجمع‌های اعتراضی برپا کردند. آنها در کرمانشاه شعار دادند: «مخابرات رها شده، در حق ما جفا شده». در ایلام شعار دادند: «شرکت پردرآمد، چه بر سر تو آمد». در ارومیه بازنشستگان شعار دادند: «بازنشسته بیدار است، از ستم بیزار است». در تهران بازنشستگان معترض شعار دادند: «مدیر بی‌لیاقت، ننگت باد ننگت باد».

#### ۱ بهمن
- بازنشستگان شرکت مخابرات در اعتراض به عدم رسیدگی به مطالبات معیشتی خود در چند شهر از جمله تهران، اصفهان، کرمانشاه و ایلام به خیابان آمدند و تجمع‌های اعتراضی برپا کردند. معترضان در تهران شعار دادند: «مدیر بی‌لیاقت، استعفا استعفا». بازنشستگان در ایلام شعار «اجرای آیین‌نامه، حق مسلم ماست» را سر دادند. بازنشستگان معترض مخابرات در کرمانشاه نیز شعار می‌دادند: «عدالت، کجایی؟ غریب این روزایی».[۱۰۸]
- در تهران بازنشستگان فرهنگی در اعتراض به مشکلات معیشتی و بی‌توجهی مقامات جمهوری اسلامی در مقابل وزارت آموزش و پرورش تجمع اعتراضی گسترده‌ای برپا کردند. متعاقباً مأموران حکومتی با زدن اسپری فلفل سعی در برهم زدن تجمع بازنشستگان را داشتند. در پی تهاجم مأموران حکومتی با اسپری فلفل به تجمع مسالمت‌آمیز معترضان، سلامت جسمی برخی از معلمان بازنشسته که خواهان پرداخت معوقات خود بودند در شرایط خطرناکی قرار گرفت. آنها شعار دادند: «اگر عدالتی بود، معلم این‌جا نبود.»[۱۰۸]

#### ۷ بهمن
- گروه‌هایی از بازنشستگان تأمین اجتماعی در برابر سازمان تأمین اجتماعی تهران، اهواز، رشت، شوش در اعتراض به عدم رسیدگی به مطالبات‌شان تجمع اعتراضی برپا کردند. بازنشستگان تأمین اجتماعی خواستار ترمیم مستمری‌ها بر اساس خط فقر و ارائه خدمات درمانی رایگان و کیفی بودند.[۱۰۹]
- گروه‌هایی از بازنشستگان صنایع فولاد در برابر ساختمان‌های دفتر صندوق بازنشستگی شهرهای دامغان، اصفهان و کرمان در اعتراض به عدم رسیدگی به مطالبات‌شان تجمع اعتراضی برپا کردند.[۱۰۹]

#### ۸ بهمن
بنابر گزارش رسانه‌های اجتماعی، گروه‌هایی از بازنشستگان شرکت مخابرات در اعتراض به عدم رسیدگی به مطالبات صنفی و معیشتی خود، حداقل در استان‌های تهران، زنجان، کرمانشاه، اصفهان و ایلام تجمع‌های اعتراضی برپا کردند. معترضان در تهران، با شعار «دشمن ما همین جاست، دروغ می‌گن آمریکاست»، به خیابان آمدند. بازنشستگان معترض در استان ایلام نیز، در شعارهایشان بر ضرورت اجرای آیین‌نامه تأکید کردند. آنها در کرمانشاه شعار دادند: «بازنشسته بیدار است، از ظلم و زور بیزار است.» همچنین در اصفهان و زنجان معترضان شعار دادند: «امروز و فردا نکنید، مشکل ما رو حل کنید.» علت این اعتراضات، بی‌توجهی مدیریت به آیین‌نامه ۸۹، به‌روز نشدن کمک هزینه‌های رفاهی در سال‌های ۱۴۰۱ و ۱۴۰۲، و پرداخت نشدن مطالبات سال‌های گذشته به نرخ روز و مشکلات بیمه تکمیلی بوده است.

#### ۱۵ بهمن
بازنشستگان مخابرات در اعتراض به عدم رسیدگی به مطالبات خود حداقل در شهرهای تهران، شیراز، اهواز، تبریز، ایلام، کرمانشاه، سنندج، زنجان و بیجار تجمع‌های اعتراضی برپا کردند. معترضان در کرمانشاه شعار دادند: «فریاد فریاد، از این همه بیداد». بازنشستگان معترض در تهران با در دست داشتن پلاکاردهای اعتراضی، شعار دادند: «سهامدار عمده، حق ماها رو خورده». باز نشستگان در ایلام، شعار دادند: «اجرای آیین‌نامه، حق مسلم ماست».

#### ۲۱ بهمن
- در اهواز گروهی از بازنشستگان در اعتراض به عدم رسیدگی به مطالبات خود تجمع اعتراضی برپا کردند.[۱۱۲]
- بازنشستگان در شوش نسبت به عدم رسیدگی به درخواست‌های خود تجمع اعتراضی برپا کردند.[۱۱۳]

#### ۲۷ بهمن
بازنشستگان و مستمری‌بگیران صندوق نفت در برابر وزارت نفت در خیابان حافظ تهران تجمع اعتراضی برپا کردند. آنها خواستار افزایش حقوق براساس تورم، حفظ استقلال صندوق نفت، اجرای دستورالعمل ماده ۱۰ قانون نفت، بازگشت مالیات اضافی کسر شده از کارکنان نفت، اجرای هرچه سریع‌تر متناسب‌سازیِ نود درصدی و «دارو و درمان رایگان» بدون پرداخت فرانشیز و اجرای مصوبات بازنشستگان کد ۲۳ بودند.

#### ۱۲ اسفند
جمعی از بازنشستگان از نهادهای مختلف از جمله صنایع فولاد، سازمان تأمین اجتماعی و صنایع فولاد و معدن در تهران، اصفهان، اهواز، و شوش رشت، کرمانشاه در اعتراض به عدم رسیدگی به درخواست‌های صنفی خود تجمع اعتراضی برگزار کردند. آنها در کرمانشاه، شعار دادند: «فریاد فریاد، از این همه بیداد» و در تهران شعار «مسئول بی‌لیاقت، خجالت خجالت» را سر دادند. بازنشستگان صنایع فولاد و معدن در اصفهان نیز خواستار همسان‌سازی حقوق بازنشستگان شدند.

#### ۱۳ اسفند
بازنشستگان شرکت مخابرات در اعتراض به وضعیت معیشتی خود حد اقل در شهرهای اصفهان، رشت، شوشتر، ایلام، بیجار، زنجان، اهواز و کرمانشاه تجمع‌های اعتراضی برپا کردند. آنها در اصفهان شعاردادند: «بازنشسته داد بزن، حقت رو فریاد بزن» و در اعتراضات خواهان اتحاد بازنشستگان شدند. در اهواز، معترضان خواهان اجرایی شدن آیین‌نامه مخابرات شدند. در رشت، شعار دادند: «بنیاد تعاون، حق ما رو خورده».

#### ۱۴ اسفند
جمعی از بازنشستگان صنایع فولاد و ذوب آهن در برابر ساختمان وزارت تعاون، کار و رفاه اجتماعی در تهران در اعتراض به عدم رسیدگی به مطالبات خود تجمع اعتراضی برپا کردند.

#### ۱۵ اسفند
در اهواز جمعی از بازنشستگان صنعت نفت در اعتراض به عدم رسیدگی به مطالبات‌شان تجمع اعتراضی برپا کرده و شعار دادند: «معیشت، درمان، نابودتر از هر زمان».

#### ۲۶ اسفند
- گروه‌هایی از بازنشستگان صنایع فولاد در برابر ساختمان‌های صندوق بازنشستگی صنایع فولاد در شهرهای اهواز و اصفهان در اعتراض به عدم رسیدگی به مطالبات خود تجمع‌های اعتراضی برپا کردند.[۱۲۰]
- گروه‌هایی از بازنشستگان تأمین اجتماعی در شهرهای رشت، اهواز و شوش در اعتراض به عدم رسیدگی به مطالبات خود تجمع‌های اعتراضی و راهپیمایی برپا کردند.[۱۲۰] بازنشستگان در شوش شعار دادند: «از خوزستان تا تهران، ننگ بر این مدیران».[۱۲۱]

#### ۲۷ اسفند
گروه‌هایی از بازنشستگان مخابرات در شهرهای بندرعباس، رشت، سنندج، تبریز و بیجار در برابر ساختمان این شرکت‌ها در اعتراض به عدم رسیدگی به مطالبات‌شان دست به تجمع‌های اعتراضی زدند.